# Рафайново
Рафайново — село в Косоньській громаді Берегівського району Закарпатської області України. Розташоване в 30 км від районного центру  Берегова, біля великого однойменного лісового урочища.

## Герб
У щиті, перетятому червоним і лазуровим, срібна хвилеподібна балка. У першій частині срібні лемхи і лезо коси. У другій частині на зеленій землі золотий віл вліво.

## Історія
В урочищі Кіш-Гомок розташоване неолітичне поселення культури алфельдської мальованої кераміки. Досліджувалося Ф.М.Потушняком в 1977 році. Виявлено залишки житла та трьох господарських ям. Також виявлено поселення ІІІ – IV століть нашої ери, яке розкопувалося В.Г.Котигорошком в 1977 році.
В якості село Рафайново було засноване в ХІІІ ст. родиною Роффаін (Roffain), в 1270 р. було згадано в описі маєтків Лоняї як наділ Мігая син  Рофоин (Mihály fia Rophoyn). У 1461 році тутешні володіння, що тоді належали Ласлу Йокчі, переходять у підпорядкування Єлизавети Сіладі. Під назвою Рафайна (Rafajna) зустрічається в документі 1482 р. В 1566 р. село було знищене кримськими татарами, аби невдовзі відродитися. В XVII ст. Ференц Ракоці  ІІ подарив навколишні землі своєму кучеру  МатяшуДеаку.

## Туристичні місця
- У селі є реформатська церква в стилі класицизму, зведена у 1828 році замість дерев'яної, яка була збудована в 1733 році.
- На подвір'ї церкви у 1991 році відкрили пам'ятник загиблим у Другій світовій війні та жертвам сталінської депортації.

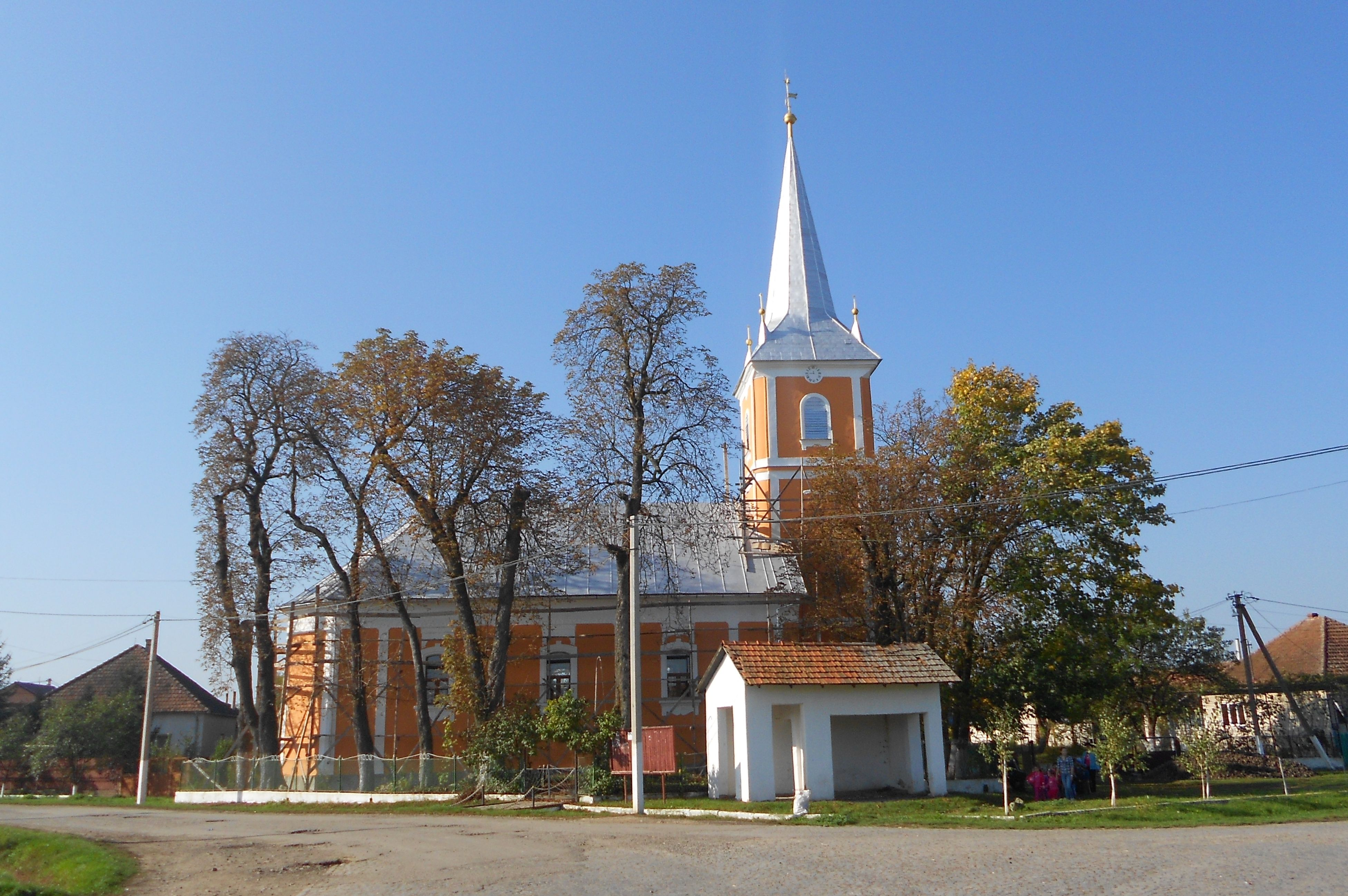
Реформатська церква, 1828 р.

- При церкві біля 100 років тому була збудоване житло парафіяльного священика, в якому з 1950 р. розмістився дитячий садок.

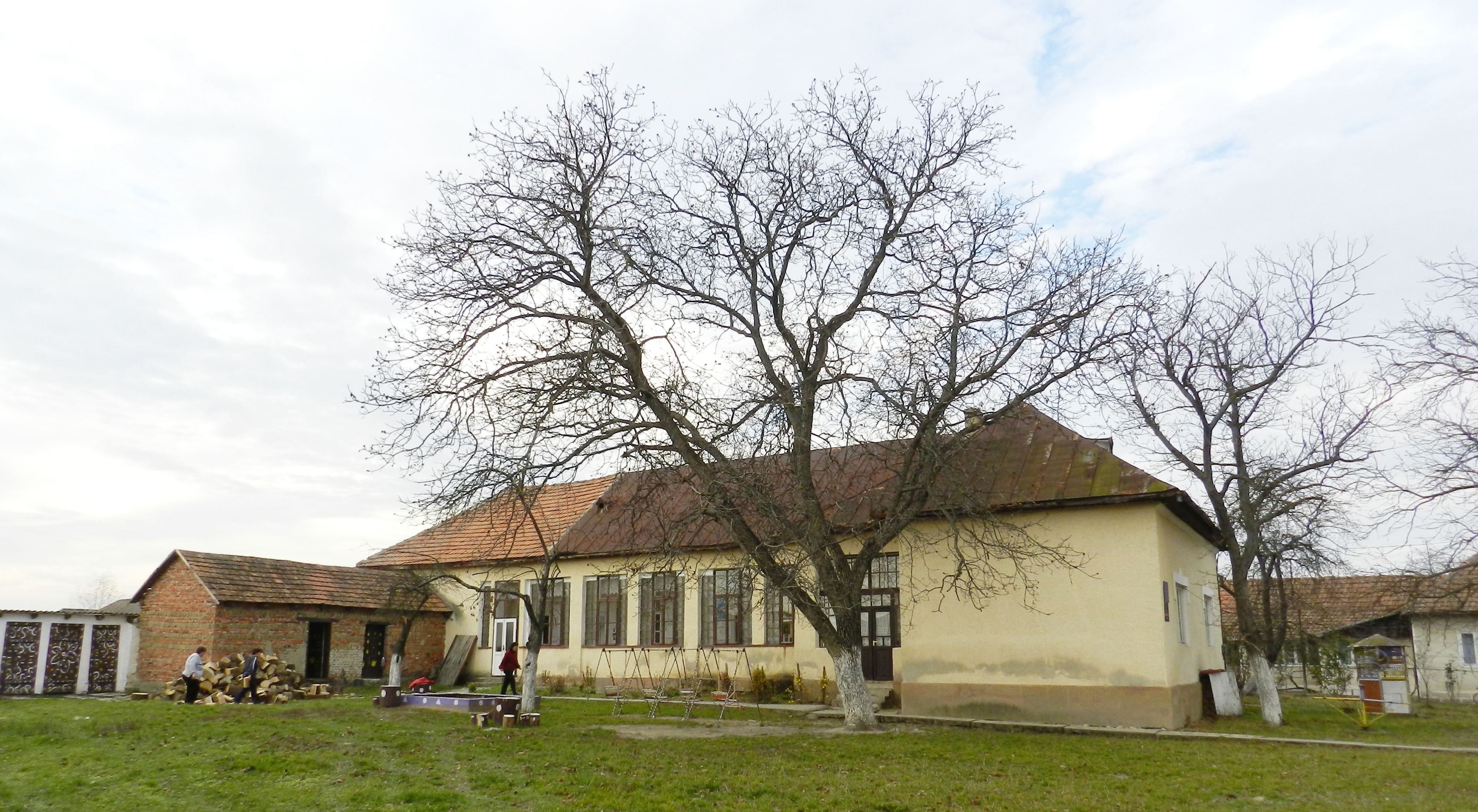
Парафіяльний будинок священника, нині дитячий садок

- Навпроти церкви знаходиться будинок столітньої давнини, що належав заможній єврейській родині. Тепер в ньому розмістилася сільська бібліотека та будинок культури.
- В місцевій школі зусиллями учителів та учнів створено невеличкий етнографічний музей. 
- Неподалік від Рафайнова розташоване досить живописне озеро – колишній рибник загальною площею 2 гектари. 
- Угорський композитор Бела Барток (1881–1945), під час своєї етнографічної експедиції, записав у Рафайнові на фонограф музичний супровід сільського весілля. 

Музей при місцевій школі

## Цікаві факти
- У часи СРСР неподалік села знаходилась військова база, яка розташовувалась на 60 гектарах. У період із 1950 по 1965 рік тут базувався 101-й ракетний полк (в/ч 86343) з мобільно оперативно-тактичними ракетними комплексами «Темп С» із двоступеневими твердопаливними балістичними ракетами, які були оснащені ядерною головною частиною. У різний час 101-й ракетний полк базувався у районі Сваляви та Мукачева. У 1965 році його зняли з бойового чергування, а в 1967 році перебазували до Казахстану й переоснастили. Після переміщення ракетного полку на величезній площі, по суті – у військовому містечку, де були не лише бункери та казарми, а й кілька їдалень, клуб, бібліотека, тривалий час базувалося транспортне об'єднання резерву Міністерства оборони. Тут стояли в повній бойовій готовності сотні вантажівок. В залізобетонних бункерах для ракетних комплексів розмістилися майстерні для ремонту техніки, генератори та інші об'єкти транспортної інфраструктури.
На секретному об’єкті біля села були… балістичні ракети?Якщо ж шукати інформацію про Рафайново в інтернеті, то «пошуковики» одразу виведуть на фото- та відеорепортажі з колись засекреченої, а нині практично знищеної військової бази, що лежить неподалік села на 60 гектарах лісової галявини. Це колосальних розмірів військовий об’єкт, про який на Берегівщині здавна ходили чутки та легенди. Насамперед, ішлося про те, що в секретних бункерах у лісі знаходиться елемент «ядерного щита СРСР». Про демілітаризований екс-секретний об’єкт біля Рафайнова заговорили в 2005 році, коли в районі спалахнув «преміксгейт» – уже призабутий скандал із завезенням на Берегівщину через угорський кордон європейських промислових відходів. Тоді, в пошуках варіантів позбавлення від них, була озвучена пропозиція заховати їх у бункерах колишньої військової бази. Місцеві мешканці у відповідь обурилися, і від ідеї відмовилися. В 2013 році, після першої публікації автором цієї статті фотозвіту з бази, котру активно розбирали на металобрухт нелегальні шукачі цього ресурсу, відгукнулися люди, які колись тут несли військову службу. Один із них стверджує, що й справді в період із 1950-х по 1965 роки на секретному об’єкті базувалися мобільні оперативно-тактичні ракетні комплекси «Темп С» із двоступеневими твердопаливними балістичними ракетами, які були оснащені ядерною головною частиною. А якщо точніше, йдеться про 101-й ракетний полк (в/ч 86343), який у різний час базувався і в районі Сваляви, і в районі Мукачева. В 1965-му його зняли з бойового чергування, в 1967-му переправили до радянського Казахстану й переоснастили. Після переміщення ракетного полку на величезній площі, по суті – у військовому містечку, де були не лише бункери та казарми, а й кілька їдалень, клуб, бібліотека (тут працювали й місцеві мешканці), тривалий час базувалося транспортне об’єднання резерву Міністерства оборони.
На початку 2010-х років рештки бази почали самовільно розбивати з метою вилучення брухту. На даний час від величезної бази практично нічого не залишилось.

## Посилання

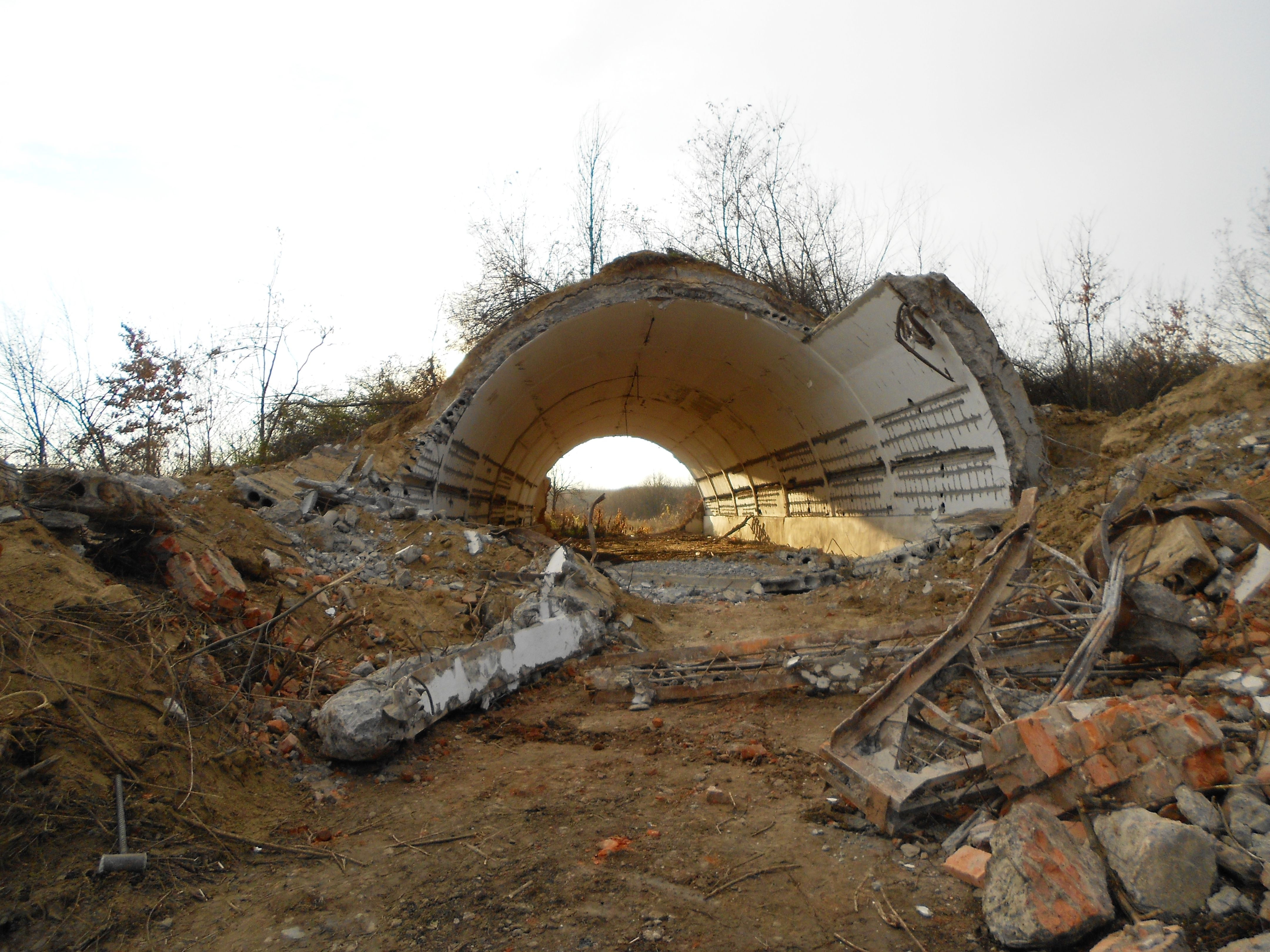
Рештки воєнної бази, станом на 2012 р.